# Pelle Dragsted
Pelle Dragsted   (Copenhaguen, 13 d'abril de 1975) és un escriptor i polític danès que és membre del Parlament de Dinamarca per l'Aliança Roja-Verda des de les eleccions generals daneses de 2022. Abans va ser membre del parlament de 2015 a 2019.
Ha estat descrit com el principal ideòleg no oficial de l'esquerra danesa i com l'eminència grisa de l'Aliança Roja-Verda.
Dragsted va ser elegit a l'Ajuntament de Frederiksberg el 2021, on va exercir com a president del comitè de clima i habitatge. Després de guanyar la reelecció al Parlament, Dragsted es va retirar de la seva posició com a conseller a causa de les normes sobre els dobles mandats a l'aliança Roja-Verda.
L'agost de 2023, Dragsted va ser anunciat com el nou portaveu polític de l'Aliança Roja-Verda, succeint a Mai Villadsen.

## Vida i carrera
Del 2009 al 2011, Dragsted va estar al capdavant del treball de premsa de l'Aliança Roja-Verda. Del 2011 al 2015 va ser assessor polític del partit. Dragsted va ser elegit per primera vegada al parlament a les eleccions generals daneses de 2015, on va rebre 2.599 vots. Va ser comptable estatal l'any 2021.
El 2021 Dragsted va publicar el llibre Nordisk socialism (socialisme nòrdic), pel qual va ser guardonat amb el premi Grundtvig NFS.
Dragsted va tornar a ser escollit al Folketing el 2022, rebent 14.129 vots. En els dies posteriors a les eleccions, Dragsted va participar en les negociacions de formació del govern amb Mette Frederiksen al costat de Mai Villadsen i Peder Hvelplund. El 15 de novembre de 2022, Dragsted va passar oficialment a formar part del lideratge col·lectiu de l'aliança Roja-Verda.
Després del seu nomenament com a portaveu polític de l'Aliança Roja-Verda el 2023, Dragsted va ser aclamat com a "capaç, visionari i compromès" mentre va presentar un manifest del partit revitalitzat.